# Arnar Freyr Arnarsson
Arnar Freyr Arnarsson, född 14 mars 1996 i Reykjavík, är en isländsk handbollsspelare (mittsexa) som sedan 2020 spelar för tyska MT Melsungen.

## Karriär

### Klubblag
Arnar spelade i Island för Fram Reykjavík och värvades i augusti 2016 till IFK Kristianstad på ett treårskontrakt. Han blev svensk mästare med klubben både 2017 och 2018. Säsongen 2018/2019 blev Arnar uttagen i Handbollsligans All star-lag som bästa mittsexa.
Inför säsongen 2019/2020 skrev Arnar på ett tvåårskontrakt med danska GOG. Efter endast en säsong i Danmark skrev han på ett treårskontrakt med tyska MT Melsungen.

### Landslag
Arnar en del av Islands landslag som slutade på sjunde plats vid U20-EM i Danmark 2016. Han har varit en del av Islands A-landslag vid VM 2017 i Frankrike, EM 2018 i Kroatien, VM 2019 i Danmark och Tyskland, EM 2020 i Norge, Sverige och Österrike, VM 2021 i Egypten och EM 2022 i Ungern och Slovakien.

## Meriter

### Klubblag
- Svensk mästare: 2017, 2018 med IFK Kristianstad.